# Średnia wykładnicza

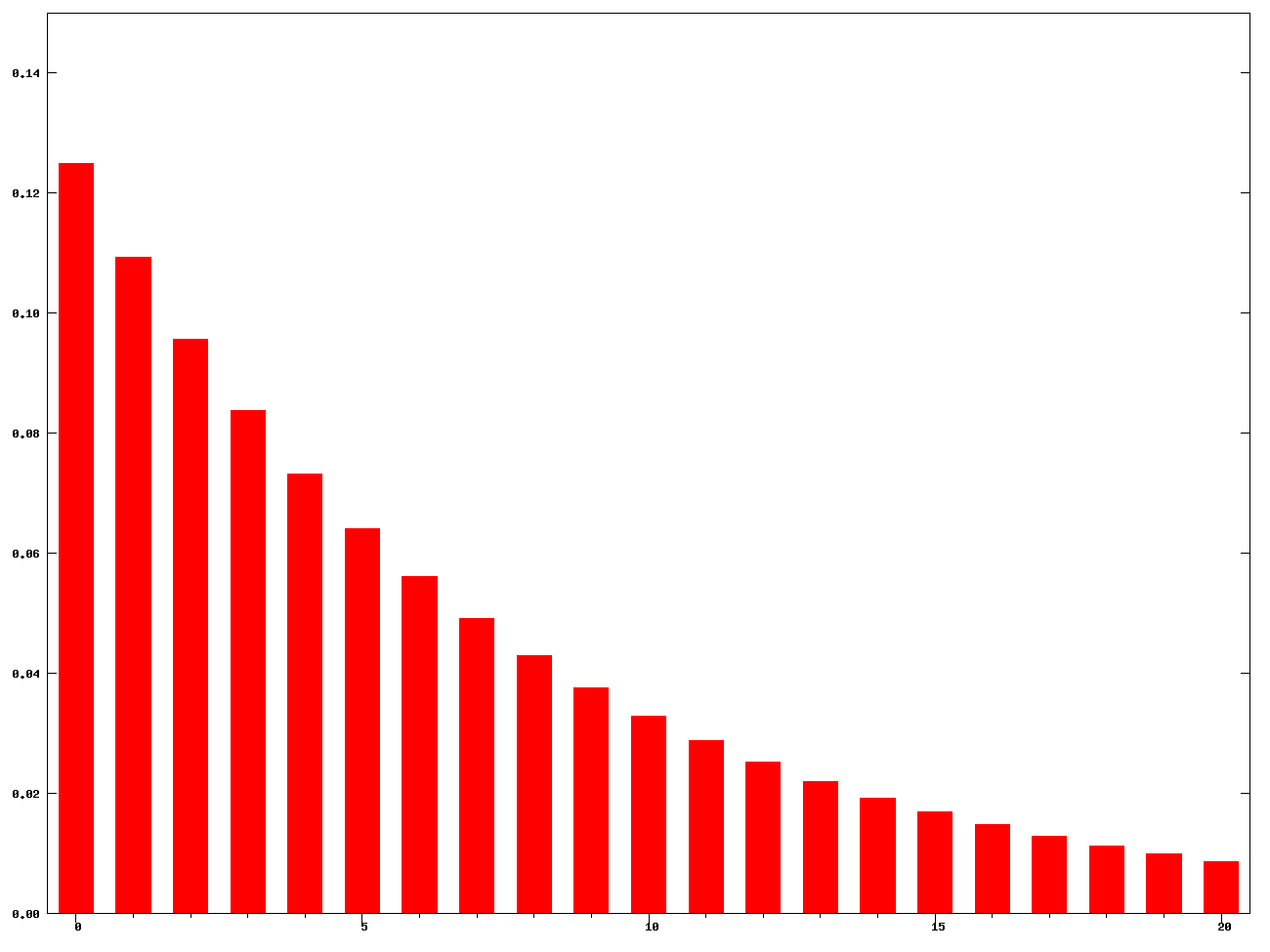
Wagi kolejnych 20 pierwszych wartości

Średnia wykładnicza (ang. exponential moving average) – średnia krocząca, w której kolejne wartości są wykładniczo o coraz mniejszej wadze.
Średnia wykładnicza nazywana jest również średnią wygładzaną wykładniczo.

## Wzór
{\displaystyle E_{t}=\alpha C_{t}+\left(1-\alpha \right)\cdot E_{t-1},}
gdzie:
{\displaystyle E_{t}} – średnia wykładnicza z {\displaystyle t} okresów,
{\displaystyle C_{t}} – element o indeksie {\displaystyle t,}
{\displaystyle E_{t-1}} – poprzednia średnia wykładnicza z {\displaystyle t-1} okresów,
{\displaystyle \alpha } – procent wykładniczy wyrażony wzorem,
{\displaystyle \alpha ={\frac {2}{n+1}},}
{\displaystyle n} – element zestawu.

## Zastosowanie
Średnią wykładniczą stosuje się często w celu obserwacji zmian cenowych lub kapitałowych.